# Скандия-Валли (тауншип, Миннесота)
Скандия-Валли (англ. Scandia Valley) — тауншип в округе Моррисон, Миннесота, США. На 2000 год его население составило 1074 человека.

## География
По данным Бюро переписи населения США площадь тауншипа составляет 100,3 км², из которых 78,0 км² занимает суша, а 78,0 км² — вода (22,24 %).

## Демография
По данным переписи населения 2000 года здесь находились 1074 человека, 489 домохозяйств и 337 семей.  Плотность населения —  13,8 чел./км².  На территории тауншипа расположено 1423 постройки со средней плотностью 18,2 построек на один квадратный километр. Расовый состав населения: 99,16 % белых, 0,09 % афроамериканцев, 0,09 % коренных американцев, 0,09 % — других рас США и 0,56 % приходится на две или более других рас. Испанцы или латиноамериканцы любой расы составляли 0,93 % от популяции тауншипа.
Из 489 домохозяйств в 17,2 % воспитывались дети до 18 лет, в 62,4 % проживали супружеские пары, в 3,7 % проживали незамужние женщины и в 30,9 % домохозяйств проживали несемейные люди. 28,2 % домохозяйств состояли из одного человека, при том 10,6 % из — одиноких пожилых людей старше 65 лет. Средний размер домохозяйства — 2,20, а семьи — 2,64 человека.
16,5 % населения — младше 18 лет, 6,7 % — в возрасте от 18 до 24 лет, 19,8 % — от 25 до 44, 31,4 % — от 45 до 64, и 25,6 % — старше 65 лет. Средний возраст — 50 лет. На каждые 100 женщин приходилось 108,9 мужчин.  На каждые 100 женщин старше 18 приходилось 107,6 мужчин.
Средний годовой доход домохозяйства составлял 41 250 долларов, а средний годовой доход семьи —  45 956 долларов. Средний доход мужчин —  34 191  доллар, в то время как у женщин — 24 821. Доход на душу населения составил 20 995 долларов. За чертой бедности находились 6,0 % семей и 8,6 % всего населения тауншипа, из которых 11,2 % младше 18 и 3,8 % старше 65 лет.